# Goslarit

Goslarit, ZnSO4•7H2O, är ett mineral av vattenhaltigt zinksulfat, som bildas då de olika mineralen zinkblände eller wurtzit  (båda är zinksulfid) vittrar (oxideras). En äldre benämning är zinkvitriol.

## Egenskaper
I torr luft dehydratiseras Goslarit lätt så att på ytan bildas andra zinkmineral såsom bianchit (ZnSO4•6H2O), boyleit (ZnSO4•4H2O) och gunningit (ZnSO4•H2O). Goslarit är transparent till genomskinligt med varierande färg från färglöst till grönt, blått eller brunt.
Det kristalliserar i ortorombiska systemet och bildar nålformiga kristaller, stalaktitiska former och massiva klumpar.

## Förekomst
Goslarit beskrevs första gången 1847 vid Rammelsbergs gruvor i närheten av Goslar, Tyskland. I Sverige har mineralet påträffats i Falun. 
Till liknande mineral kan räknas epsonit (MgSO4•7H2O) och morenosit (NiSO4•7H2O).